# Coppet
Coppet é uma comuna suíça  do cantão de Vaud, Distrito de Nyon, situada junto ao Lago Lemano. Encontra-se na chamada   Região Lemánica e faz marte de uma das nove comunas da Terra Santa.

## História

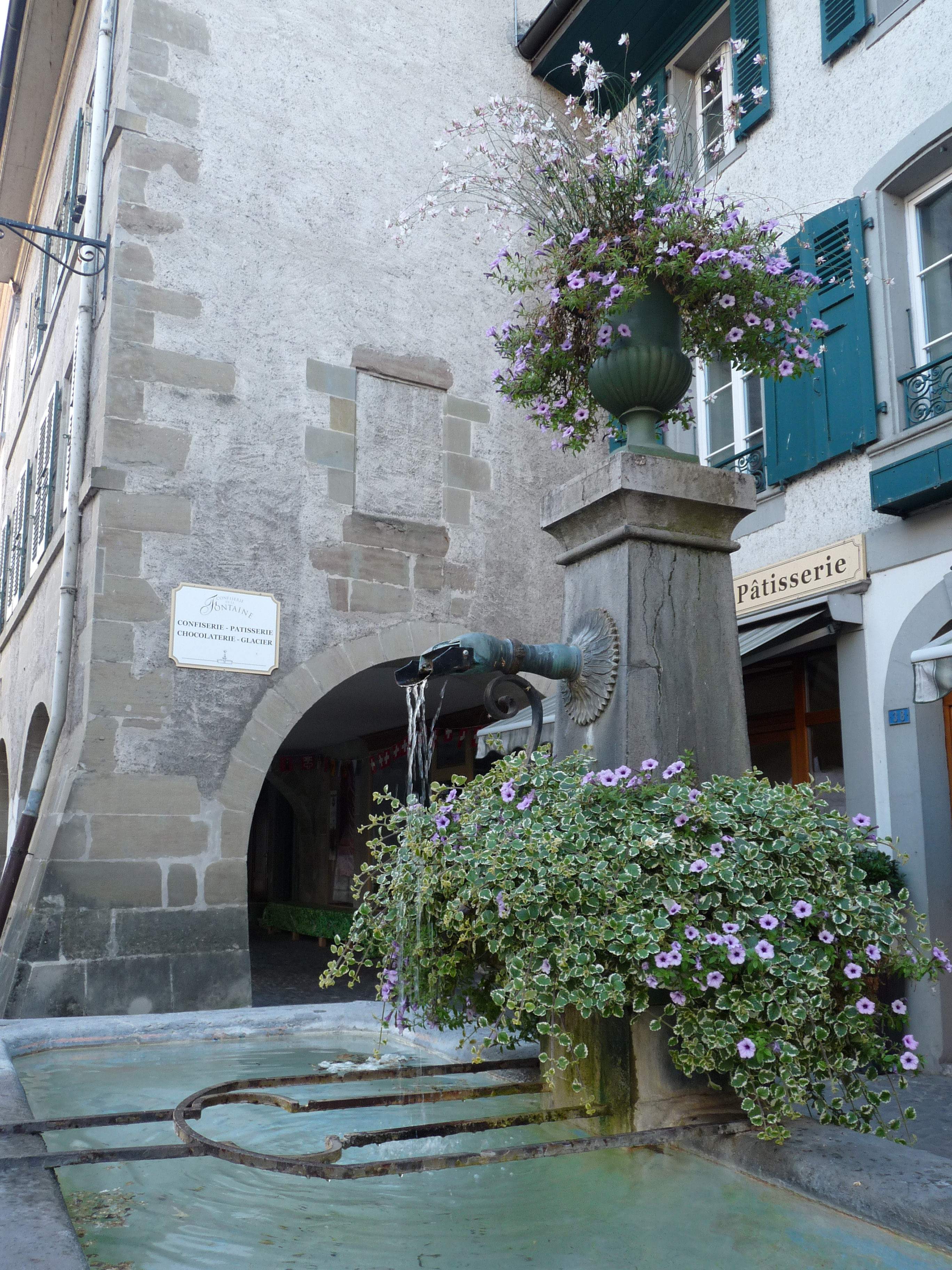
As casas com arcades do século XVI

O Castelo de Coppet  que domina a localidade, foi entre 1804 e 1814 a residência da Madame de Staël,  filha de Jacques Necker, conselheiro de finanças e diretor-geral do Tesouro Real de Luis XVI. Ai recebia a élite da filosofia como Voltaire que vivia a poucos quilómetro  em Ferney,  e os pensadores contra o imperialismo de napoleão .
Foi aqui durante o tempo do seu exílio, por ter sido banida da França por Napoleão  em 1803 justamente pelas suas ideias anti-imperialistas, que Madame de Staël escreveu os Dix Années d'exil (Dez Anos d'exílio) .
Madame de Staël tem algo a ver com a Ponte de Grilly mesmo se isso lhe pudesse custar a prisão!

## Monumentos
Têm particular interesse:
- as casas sobre arcada do século  XVI
- a Igreja gótico do século  XV
- o Castelo de Coppet

## Imagens

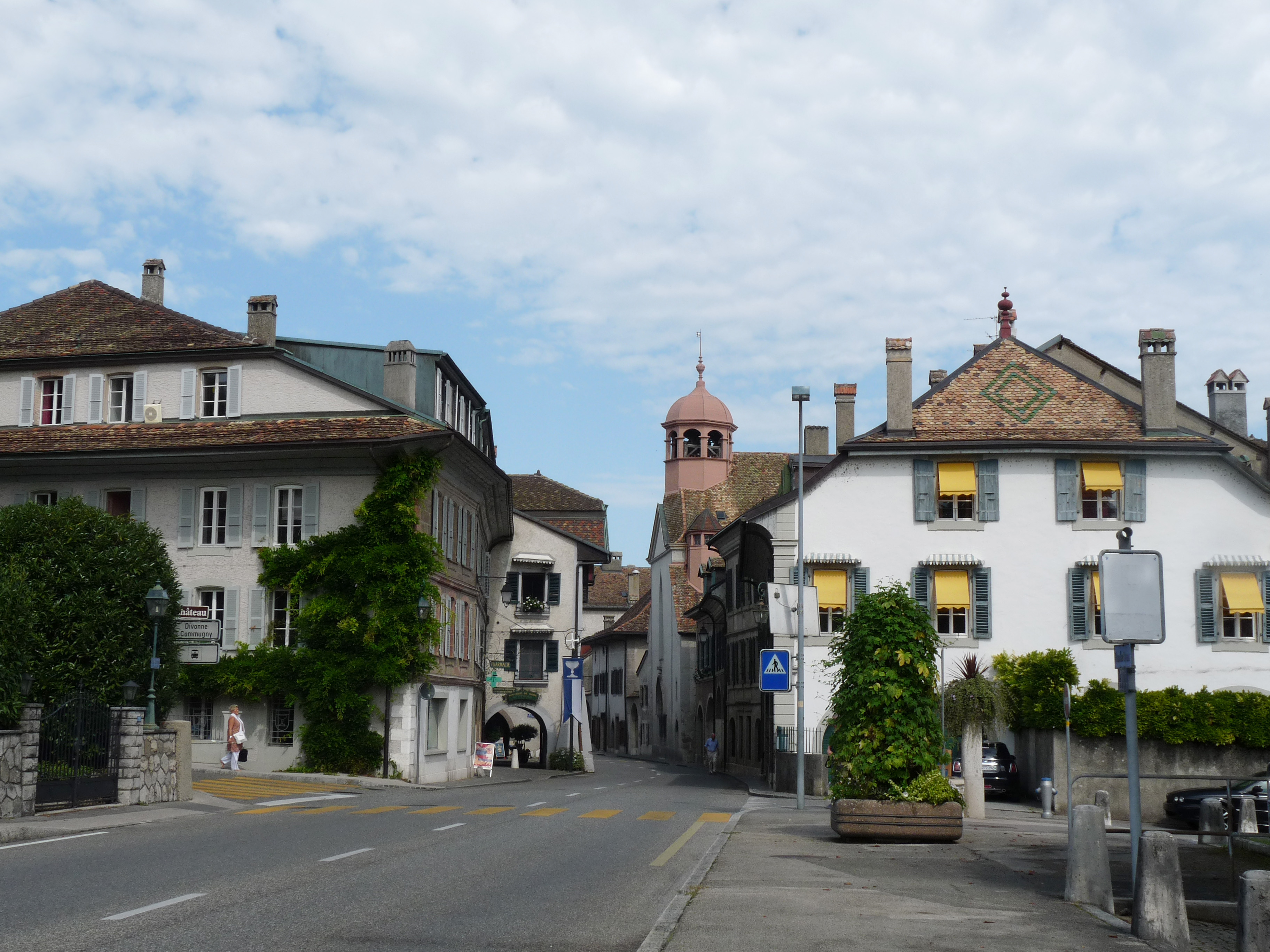
Entrada de Coppet
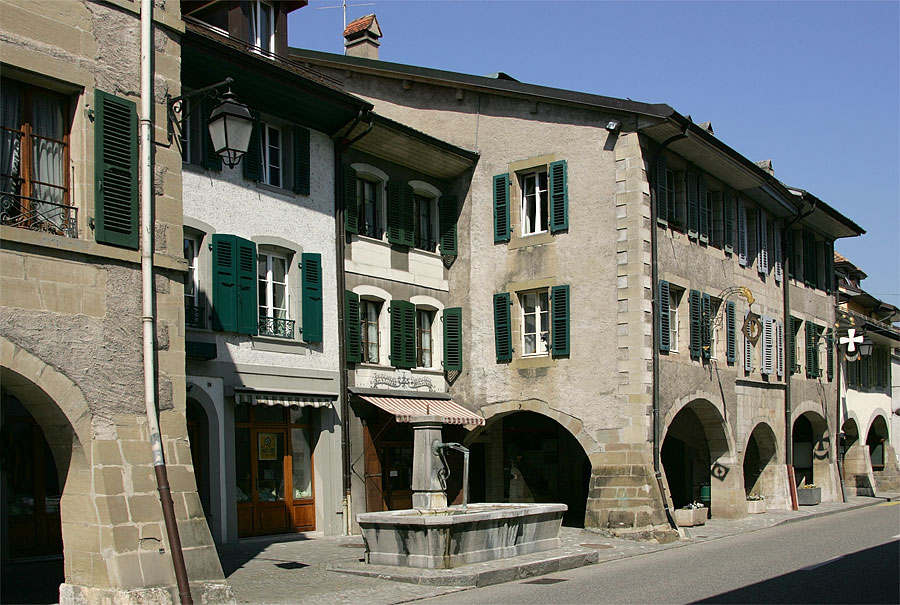
As arcadas
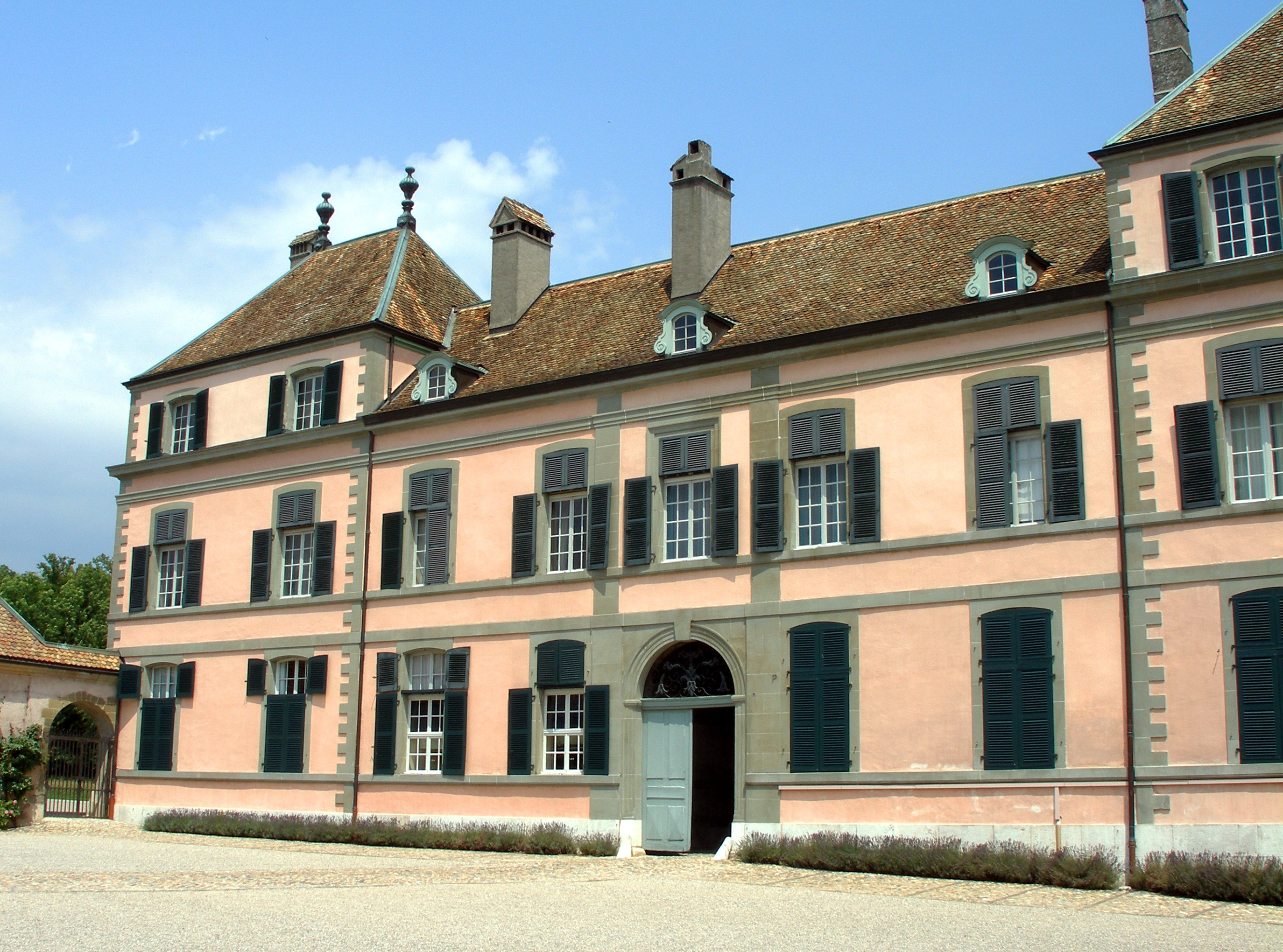
O castelo de Coppet